# Мборья, Димитер
Димитер Мборья Эманоили (алб. Dhimitër Mborja Emanoili; 1884, Мборье — 1945, Бухарест) — албанский политик, предприниматель и меценат. Он был одним из подписантов Декларации независимости Албании в качестве делегата от албанской общины Румынии.

## Биография
Димитер Мборья родился в Мборье (нынешний район Корча, а тогда относящийся к османскому вилайету Манастир) в 1884 году. В возрасте 16 лет он вместе со своим отцом Виске и братьями перебрались в Бухарест, столицу Румынии. Их же дом в Мборе был передан в дар для размещения там албаноязычной сельской школы. В 1908 году Димитер Мборья вступил в ассоциацию «Дитурия» (алб. Dituria), активную в Корче. Но впоследствии он вновь оказался в Бухарест, где он был известен как владелец клуба «Царпати» (алб. Carpati) и лидер местной албанской общины. 5 ноября 1912 года Мборья был избран албанской общиной Бухареста в качестве своего делегата на Ассамблее во Влёре, где он подписал Декларацию независимости Албании как D. Emanuel.
Его брат Пандели в тот период был адъютантом Исмаила Кемали, в то время как его младший брат Нуч служил под началом Фемистокли Гермени. Мборья пожертвовал 1000 золотых наполеондоров министерству финансов временного правительства Албании.
Мборья также был делегатом от албанской общины Бухареста на Албанском конгрессе в Триесте в 1913 году. В 1915 году он был избран членом совета организации «Албанская православная община Бухареста», в ведении которой в частности находилась городская албаноязычная школа. В 1919—1921 годах он пожертвовал свой особняк в Корче для размещения в нём Албанского национального лицея. Будучи сторонником Фана Ноли, Мборья участвовал в Июньской революции 1924 года, приведшей к свержению режима Ахмета Зогу. После возвращения последнего к власти в 1925 году он был отправлен в добровольное изгнание. Мборья умер в 1945 году в Бухаресте.
27 ноября 1992 года он был посмертно награждён «Медалью за патриотическую деятельность» (алб. Medalje Për Veprimtari Patriotike), которую вручили его потомкам в Корче.